# Воробьёво (Алтайский край)
Воробьёво — посёлок в Шипуновском районе Алтайского края России. Входит в состав Войковского сельсовета.

## География
Посёлок находится в центральной части Алтайского края, в пределах степной зоны Предалтайской равнины, на левом берегу реки Чарыш, на расстоянии примерно 50 километров (по прямой) к востоку-юго-востоку (ESE) от села Шипуново, административного центра района. Абсолютная высота — 171 метр над уровнем моря.
Климат характеризуется как континентальный. Средние показатели температуры воздуха в зимний период находятся в диапазоне между −15 и −10 °C, летом — в диапазоне между 15 и 20 °C. Количество осадков, выпадающих зимой, в среднем составляет 187 мм, летом — 273 мм.

## История
Основано в 1760 году. По данным 1926 года имелось 318 хозяйств и проживало 1597 человек (в основном — русские). Действовали школа I ступени, лавка общества потребителей, сельскохозяйственное и кредитное товарищества. В административном отношении посёлок являлось центром Воробьёвского сельсовета Чарышского района Рубцовского округа Сибирского края.

## Население
| 1926 | 1997 | 1998 | 1999 | 2000 | 2001 | 2002 |
| ---- | ---- | ---- | ---- | ---- | ---- | ---- |
| 1597 | ↘326 | ↘325 | ↘302 | ↘298 | ↘285 | ↘284 |
| 2003 | 2004 | 2005 | 2006 | 2007 | 2008 | 2009 |
| ↘269 | ↘265 | ↘254 | ↘242 | ↗245 | ↘241 | ↘215 |
| 2010 | 2011 | 2012 | 2013 |      |      |      |
| ↗218 | ↗219 | ↘205 | ↘198 |      |      |      |

Согласно результатам переписи 2002 года, в национальной структуре населения русские составляли 98 %.

## Инфраструктура
В посёлке функционируют начальная общеобразовательная школа, клуб, библиотека и фельдшерско-акушерский пункт. С 2004 функционирует СПК "Каскад".

## Улицы
Уличная сеть посёлка состоит из четырёх улиц: Центральная, Степная, Набережная, Подгорная.